# 荷馬 (內布拉斯加州)
荷馬（英語：Homer）是位於美國內布拉斯加州達科他縣的村。

## 人口
根據2020年美國人口普查的數據，荷馬的面積為0.96平方千米，皆為陸地。當地共有人口532人，而人口密度為每平方千米554人。